# SpaceX AX-3
SpaceX Ax-3 — третий пилотируемый коммерческий (туристический) космический полёт корабля Crew Dragon к Международной космической станции.

## Экипаж
12 сентября 2023 года NASA и компания Axiom Space объявили, что они завершили формирование экипажа коммерческой миссии SpaceX AX-3.
| Космонавт           | Должность         | № полёта | Организация |
| ------------------- | ----------------- | -------- | ----------- |
| Майкл Лопес-Алегрия | Командир          | 6        | Axiom Space |
| Вальтер Вилладеи    | Пилот             | 1        | Axiom Space |
| Альпер Гезеравджи   | Специалист полёта | 1        | Axiom Space |
| Маркус Вандт        | Специалист полёта | 1        | Axiom Space |

## Полет
18 января 2024 года космический корабль Crew Dragon Freedom стартовал к Международной космической станции. На борту космической станции экипаж миссии провел более 30 различных научно-технических экспериментов, разработанных странами и организациями, которые представляли участники полета.
Впервые в космосе одновременно оказались представители сразу 8-ми стран мира: России, США, Китая, Японии, Дании, Италии, Швеции и Турции, в т.ч. на МКС - граждане сразу 7-ми стран. Экспедиция завершилась 9 февраля 2024 года.